# مارك ألبرشت
مارك ألبرشت (بالألمانية: Marc Albrecht)‏ هو موزع وموسيقي ألماني، ولد في 1964 في هانوفر في ألمانيا.

## وصلات خارجية
- مارك ألبرشت على موقع ميوزك برينز (الإنجليزية)
- مارك ألبرشت على موقع أول ميوزيك (الإنجليزية)
- مارك ألبرشت على موقع ديسكوغز (الإنجليزية)